# Tauroginie
Tauroginie (lit. Tauragnas, Tauragno ežeras) – jezioro w północno-wschodniej Litwie, w okręgu uciańskim, na terenie Auksztockiego Parku Narodowego. Jest najgłębszym jeziorem na Litwie (głębokość maksymalna 60,5 m).